# Ceroferar

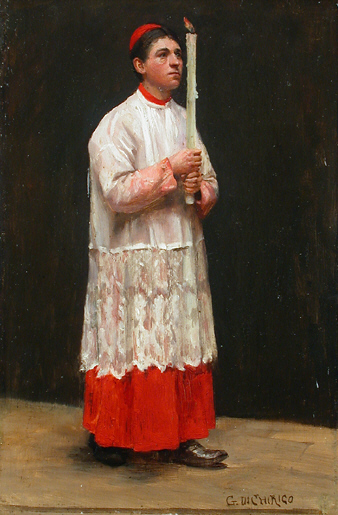
Giacomo Di Chirico (1845–1893): Der Ministrant

Unter einem Ceroferar (lat.: cera „Wachs“ und ferre „tragen“) versteht man in der katholischen Liturgie einen Ministranten, der einen Leuchter trägt. Ceroferare gehen beim Ein- und Auszug vor oder neben dem Prozessionskreuz. Bei der Evangelienprozession begleiten Ceroferare den Diakon oder Priester mit dem Evangeliar zum Ambo und stehen beim Vortrag des Evangeliums zu beiden Seiten des Ambos. Beim Hochgebet können Ceroferare mit Kerzen in Altarnähe knien oder stehen, bei der Kreuzverehrung in der Feier vom Leiden und Sterben Christi zur Rechten und zur Linken des Kruzifixes.
Bei Prozessionen mit dem Allerheiligsten wird das Ziborium oder die Monstranz von mindestens einem Leuchterträger begleitet. Bei Heiligen Messen mit mehreren Kommunionspendern kann der Kommunionspender von einem Ceroferar begleitet werden.
Im gemeinschaftlichen Stundengebet können Ceroferare beim Magnificat oder beim Benedictus eingesetzt werden; ebenso verleihen sie in gleicher Weise wie bei der Heiligen Messe zum Vortrag des Evangeliums bei den Vigilien oder der Matutin und zur feierlichen Verkündigung des Martyrologiums an Weihnachten und Ostern dem Ritus besondere Festlichkeit.
In früheren Jahren begleitete ein Ceroferar den Priester, wenn er einem Kranken oder Sterbenden die Kommunion zu Hause spendete. In ländlichen Gebieten gingen bei einem solchen Versehgang der Priester und der Ministrant in Talar und Rochett durchs Dorf, der Ministrant trug ein Windlicht und eine kleine Schelle, um anderen das Kommen bzw. Vorübergehen des Allerheiligsten anzukündigen.